# Arena Handball Tour
El Arena Handball Tour es un circuito español de balonmano playa, organizada por la RFEBM. Sus ganadores en categoría sénior acuden a la Champions Cup.

## Competiciones del circuito
Existen varias pruebas, que puntuan para el cómputo general final del torneo, que declarará al campeón.
Los diferentes torneos son:
- Arena 1000: Torneos organizados en colaboración con la federación territorial o nacional correspondiente. Otorga 1000 puntos.
- Campeonato de España: Organizado en colaboración con la federación territorial correspondiente. Otorga 2000 puntos.

La Copa de España (organizada en colaboración con la federación territorial correspondiente) otorgaba 1000 puntos hasta 2023-24.

## Puntuación
La puntuación de cada equipo en cada torneo se calcula en función de su clasificación final en la prueba y según la siguiente fórmula
| Torneo               | Puntos                             |
| -------------------- | ---------------------------------- |
| Arena 1000           | {\displaystyle 1000\times (E+1-P)} |
| Copa de España       | {\displaystyle 1000\times (E+1-P)} |
| Campeonato de España | {\displaystyle 2000\times (E+1-P)} |

Donde “E” es el número total de equipos participantes en la categoría del torneo, y “P” la posición final obtenida por el equipo.

## Premios
Los torneos Arena 1000, en categoría sénior masculino y senior femenino, tienen los siguientes premios económicos:
| Posición | Premio |
| -------- | ------ |
| 1º       | 525 €  |
| 2º       | 350 €  |
| 3º       | 200 €  |
| 4º       | 200 €  |

## Palmarés
| Temporada | Campeón masculino                                      | Campeón femenino                   |
| --------- | ------------------------------------------------------ | ---------------------------------- |
| 2025      | Fundación Fomento y Deporte Ciudad de Málaga A (14000) | CBMP Ciudad de Málaga (10500)      |
| 2024      | Fundación Fomento y Deporte Ciudad de Málaga A (20100) | BMP Maravillas Benalmádena (16200) |
| 2023      | CBMP Ciudad de Málaga (19600)                          | CBMP Ciudad de Málaga (14100)      |
| 2022      | CBMP Ciudad de Málaga (21604)                          | CBP Alcalá (16305)                 |
| 2021      | CBMP Algeciras (25100)                                 | Maruja Limón Utrera (21400)        |
| 2020      | No se celebró                                          |                                    |
| 2019      | Pinturas Andalucía BMP Sevilla (29600)                 | Llopis BM Playa Sevilla (19900)    |
| 2018      | Salazones Herpac BMP Barbate (13850)                   | CBMP Ciudad de Málaga (10600)      |

### Palmarés femenino
| Com.                              | Equipo                     | Títulos | Años campeón     |
| --------------------------------- | -------------------------- | ------- | ---------------- |
| Bandera de Andalucía              | CBMP Ciudad de Málaga      | 3       | 2018, 2023, 2025 |
| Bandera de Andalucía              | BMP Maravillas Benalmádena | 1       | 2024             |
| Bandera de Andalucía              | BMP Sevilla                | 1       | 2019             |
| Bandera de Andalucía              | BM Utrera                  | 1       | 2021             |
| Bandera de la Comunidad de Madrid | CBP Alcalá                 | 1       | 2022             |

### Palmarés Masculino
| Com.                 | Equipo                | Títulos | Sub. | Años campeón           |
| -------------------- | --------------------- | ------- | ---- | ---------------------- |
| Bandera de Andalucía | CBMP Ciudad de Málaga | 4       |      | 2022, 2023, 2024, 2025 |
| Bandera de Andalucía | BMP Barbate           | 1       |      | 2018                   |
| Bandera de Andalucía | BMP Sevilla           | 1       |      | 2019                   |
| Bandera de Andalucía | CBMP Algeciras        |         |      | 2021                   |